# Cota (kommun)
Cota är en kommun i Colombia.   Den ligger i departementet Cundinamarca, i den centrala delen av landet, 20 km norr om huvudstaden Bogotá. Antalet invånare är 19 909.